# Templul de aur

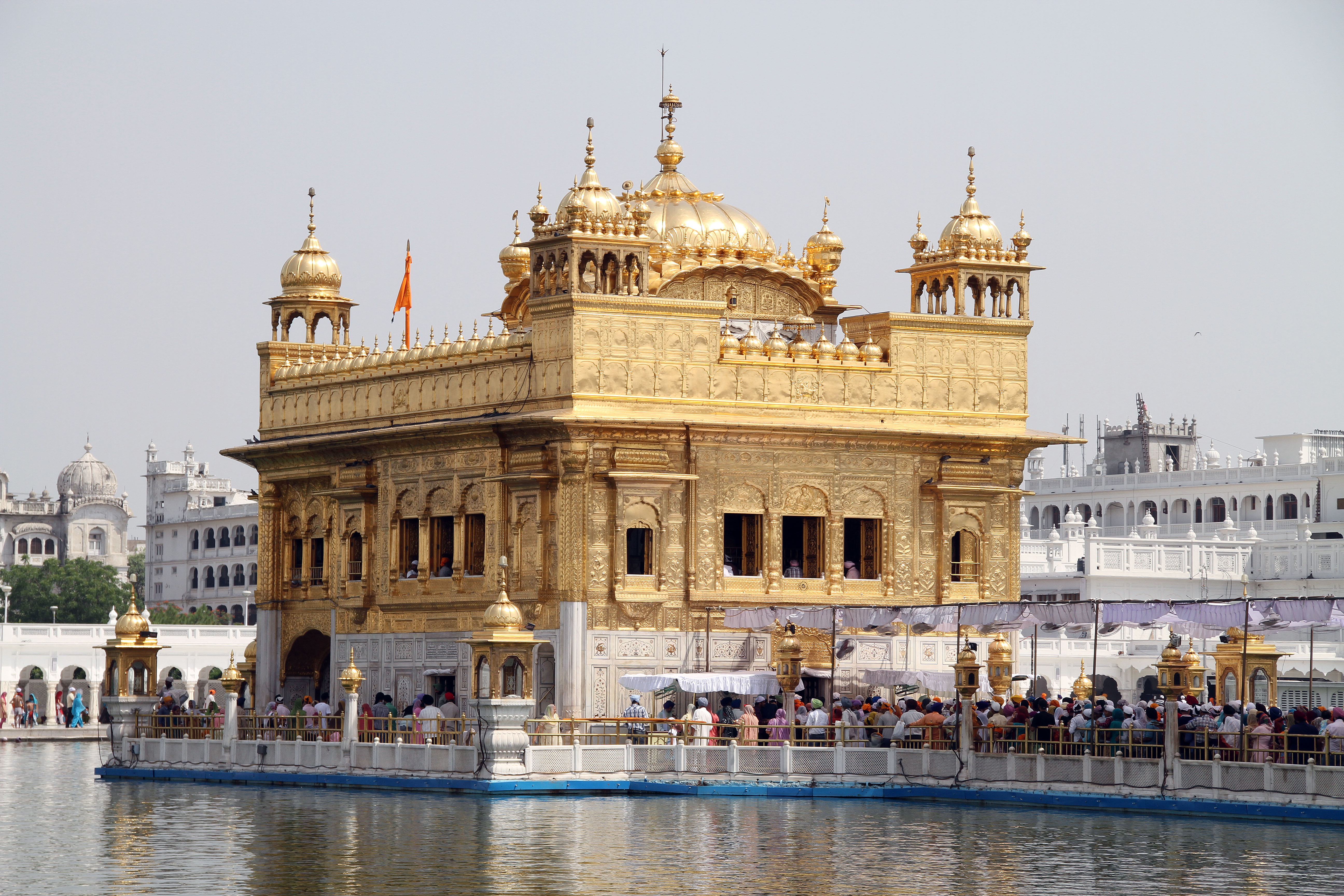
Templul de aur

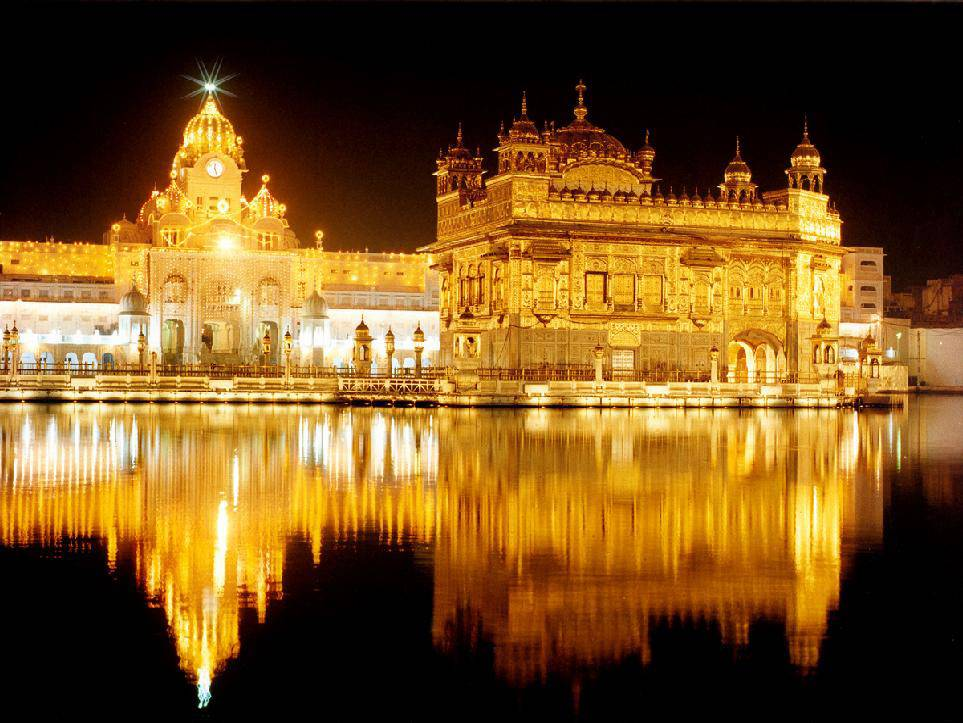
Templul de aur noaptea

Templul de Aur din Amritsar (India) este cel mai important loc de pelerinaj pentru credincioșii de religie sikh. Templul este acoperit cu sute de kilograme de aur.

## Istoric
Construit în 1601, în templu vin să se roage milioane de oameni în fiecare an. El a fost distrus de invadatori de mai multe ori, însă de fiecare dată a "renăscut" mai frumos. Aurul a fost adăugat de un maharajah indian în anul 1760 după ce templul a fost incendiat de soldații afgani. 

## Elemente de ritual Și specificități de cult
La sfârșitul fiecărei zile podelele acestuia sunt spălate cu lapte și sterse cu o perie specială din pene de păun. Templul de Aur adăpostește cartea sfânta a credinței sikh numită Guru Granth Sahib, care conține 7000 de imnuri. În zorii zilei cartea este adusa in templu, iar muzicienii și preoții cânta din ea pană seara târziu. Construcția este înconjurată de un lac numit Amrit Sarovar sau „Lacul de nectar” .Un dig de marmură de 60 m leagă templul de drumul din jurul lacului. 

## Religia Sikh
India e o țară imensă cu multe religii și culturi fascinante. Credincioșii sikh care au construit templul, cred că toți oamenii sunt egali, indiferent cine sunt și de unde vin. Cei cinci "K" sunt cele mai importante 5 lucruri pentru religia sikh: -primul este Kesh, care înseamnă păr netuns (credincioșii sikh nu-și tund niciodată părul) -al doilea este Khanga (pieptenele mic folosit pentru întreținerea frezei), Karra e o brațară de fier ce arată legătura cu Dumnezeu, Kachera este o pereche de pantaloni scurți, iar al cincilea și ultimul este Kirpan (o sabie scurtă).